# Teulon
Teulon je město v prérijní provincii Manitoba. Nachází se ve vzdálenosti 59 km severně od Winnipegu mezi Winnipežským jezerem a jezerem Manitoba. Město mělo v roce 2016 1201 obyvatel.

## Dějiny
V roce 1919 byla ustanovena vesnice, která získala v roce 1997 městský status (town).